# Banco Asiático de Investimento em Infraestrutura
O Banco Asiático de Investimento em Infraestrutura (em inglês:  Asian Infrastructure Investment Bank, AIIB) é uma instituição financeira internacional proposta pela China. É considerado como uma alternativa ao Banco Mundial.
Em 25 de dezembro de 2015, 17 países (Austrália, Áustria, Brunei, China, Coreia do Sul, Geórgia, Alemanha, Jordânia, Luxemburgo, Mongólia, Mianmar, Países Baixos, Nova Zelândia, Noruega, Paquistão, Singapura e Reino Unido) juntos segurando 50,1% dos depósitos iniciais de capital autorizado determinados no instrumento de ratificação do acordo, formalmente se tornando membros fundadores e desencadeado entrada em vigor do acordo. A Rússia aderiu mais tarde, trazendo a quantidade de Capital Autorizado dos membros do banco para 56,8%. O Brasil participará como membro fundador deste banco.